# Štěchovice (ort i Tjeckien, Södra Böhmen)
Štěchovice är en ort i Tjeckien.   Den ligger i regionen Södra Böhmen, i den sydvästra delen av landet, 100 km sydväst om huvudstaden Prag. Štěchovice ligger 441 meter över havet och antalet invånare är 222.
Terrängen runt Štěchovice är platt norrut, men söderut är den kuperad. Runt Štěchovice är det ganska tätbefolkat, med 75 invånare per kvadratkilometer. Närmaste större samhälle är Strakonice, 9,9 km öster om Štěchovice. Trakten runt Štěchovice består till största delen av jordbruksmark.